# Isca (política)
Isca! es el nombre de una organización política juvenil asamblearia de ideología nacionalista gallega, independentista y marxista-leninista. Están vinculados a una corriente del BNG llamada Movemento Galego ao Socialismo.
El nombre isca en gallego hace referencia a un material combustible que se inflama fácilmente (en castellano "yesca"). Como interjección es el imperativo del verbo iscar ("ahuyentar"), por lo que equivale a "¡largo!" o "¡fuera!".

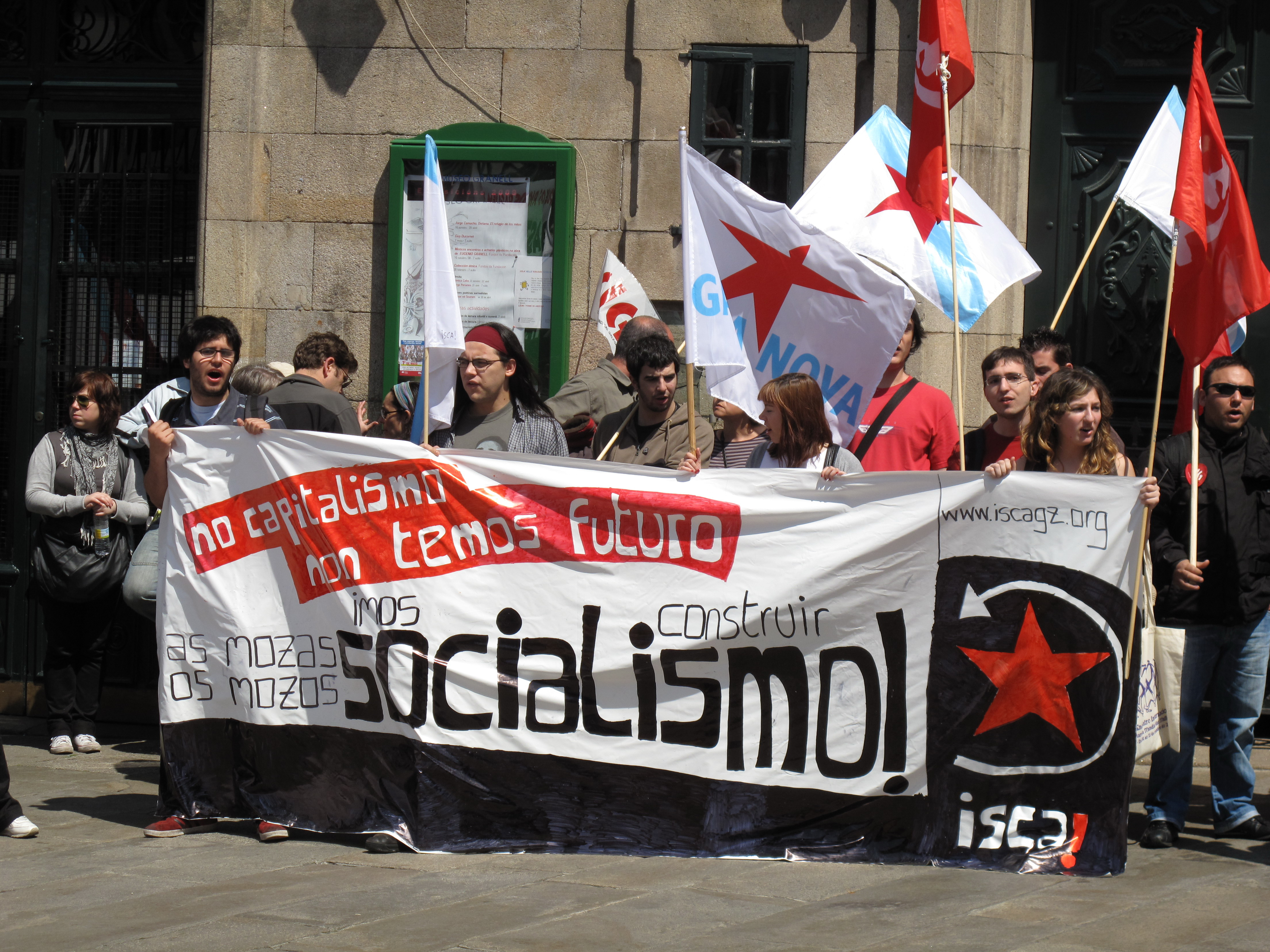
Pancarta de Isca! en 2009.

## Organización
Constituida el 16 de julio de 2006 en Santiago de Compostela, en Isca! participa un grupo de militantes escindidos de las juventudes de la UPG en enero de ese mismo año, conjuntamente con otros sectores críticos de izquierda dentro de Galiza Nova, la organización juvenil del BNG. Su primera aparición pública fue el 25 de julio de 2006, en los actos por el llamado Día Nacional de Galicia, en la manifestación convocada por el BNG.
Isca! participaba en sus inicios en el seno de Galiza Nova como una corriente, ya que no se reconoce formalmente la existencia de organizaciones dentro de la misma.
Entre sus miembros destacados está Xosé Emílio Vicente, que en el momento de la creación de la organización era secretario general de Galiza Nova.

## Objetivos
Su objetivo es "aglutinar diferentes sectores de la juventud gallega especialmente críticos con la deriva de la política institucional", el electoralismo y la mercadotecnia que, según ellos, llevan otras formaciones nacionalistas como la UMG y la UPG. Entienden que en Galicia existe un marco de lucha de clases, por lo que niegan la posibilidad de una política interclasista, niegan lo que ellos denominan las "visiones pesimistas sobre la sociedad gallega", apuestan por la relación horizontal entre el BNG y los movimientos sociales, y postulan el derecho de autodeterminación como "irrenunciable del pueblo gallego".

## Dentro de Galiza Nova
Ante la situación de difíciles mayorías dentro de Galiza Nova, Isca! apostó por una alianza con otras sensibilidades, como Esquerda Nacionalista-Mocidade, para articular una alternativa común. En la X Asamblea Nacional de Galiza Nova, celebrada el 30 de marzo de 2007, Isca! presentó, conjuntamente con Esquerda Nacionalista y algunos independientes, una candidatura a la Dirección Nacional que fue derrotada por 111 votos frente a los 177 que consiguió la candidatura encabezada por Iria Aboi y formada fundamentalmente por miembros de la UMG e independientes. Así, Isca! consiguió representación minoritaria dentro de la nueva Dirección Nacional.
El discurso de Isca! en el proceso asambleario pivotó en dos aspectos fundamentales: la crítica a la actual estrategia del BNG y la propuesta de que Galiza Nova se definiese como independentista. Algunos miembros de Isca! cuestionaron, antes y después del resultado, el proceso asambleario, denunciando presuntas irregularidades en la votación. 

## En la actualidad
En 2021 Isca inició un proceso de reintegración plena en Galiza Nova.